# Wesh
Wesh ist das erste Mixtape des deutschen Rappers Mortel, das am 1. Mai 2016 als kostenfreier Download erschien.
Für das Jahr 2017 war ein Nachfolger unter dem Titel Wesh Wesh geplant, der aber letztendlich unter dem Titel Racaille erschien.

## Allgemeines
Der Titel bezieht sich auf das Wort „Wesh“, das in der französischen Hip-Hop-Szene stark verbreitet ist und sich umgangssprachlich mit „Was geht?!“ oder auch „Yo!“ übersetzen lässt.
Wesh kommt vom Ausdruck wesh labas oder wesh rak („wie geht es dir?“) (marokkanischer algerisch Dialekt).
Die Lieder des Mixtapes sind dem Bereich des Straßenraps zuzuordnen. So beinhaltet das Album für Hip-Hop-Musik typische Elemente wie die starke persönliche Aufwertung des Protagonisten („Pirate“, „FDJ“), dessen alltägliches Leben („Deja vu“, „Ein Tag mit mir“), Themen wie Drogen, Gewalt und Mode („Racaille“, „Panamerica“) sowie auch persönliche Texte („Freund oder Feind“, „Bedenkzeit“).
Produziert und gemixt wurde das Mixtape hauptsächlich von Phunc & Flek. Außerdem steuerten X-plosive, Souleyman Beats, Ear2ThabEat sowie Camee Produktionen bei. Das Mastering übernahm Volker Gebhardt.

## Titelliste
| #  | Titel             | Bemerkung                    | Produzent          | Länge |
| -- | ----------------- | ---------------------------- | ------------------ | ----- |
| 1  | Wesh              | über Aggro.tv visualisiert   | Phunc & Flek       | 2:14  |
| 2  | Racaille          |                              | Phunc & Flek       | 3:48  |
| 3  | Teufel im Nacken  | als Musikvideo ausgekoppelt  | Phunc & Flek       | 2:56  |
| 4  | Deja vu           |                              | Phunc & Flek       | 3:01  |
| 5  | Panamerica        |                              | Souleyman Beats    | 3:34  |
| 6  | Freund oder Feind | als Musikvideo ausgekoppelt  | Phunc & Flek       | 2:09  |
| 7  | Wahre Begebenheit |                              | Phunc & Flek       | 2:32  |
| 8  | La Verité         |                              | Phunc & Flek       | 3:52  |
| 9  | Pirate            | Musikvideo & Single          | Phunc & Flek       | 4:15  |
| 10 | #Eastwest         |                              | Ear2ThabEat, Camee | 2:43  |
| 11 | Dealertalk        |                              | Phunc & Flek       | 3:49  |
| 12 | Bedenkzeit        | als Split-Video ausgekoppelt | Phunc & Flek       | 2:51  |
| 13 | Ein Tag mit mir   |                              | X-plosive          | 2:51  |
| 14 | FDJ               | als Split-Video ausgekoppelt | Phunc & Flek       | 4:01  |
| 15 | Mein Ego          |                              | Phunc & Flek       | 2:43  |
| 16 | #Bonustrack       |                              | Phunc & Flek       | 2:14  |

## Vermarktung
Bereits Ende 2015 wurde das Musikvideo zu Pirate sowie das Split-Video Bedenkzeit / FDJ veröffentlicht. Anfang 2016 folgte das gleichnamige Intro des Mixtapes Wesh über Aggro.tv. Außerdem erwähnte der Rapper Fler Mortel positiv in einem Interview auf dem Portal Hiphop.de. Im April 2016 wurde dann Freund oder Feind visualisiert. Am 2. Mai 2016, einen Tag nach der Mixtape-Veröffentlichung, erschien ein im Studio gedrehtes Musikvideo zu Teufel im Nacken. Außerdem begleitete Mortel die Rapper Booba, Fler, Bonez MC, Jalil und Gzuz bei diversen Auftritten, auf denen er einige Titel des Mixtapes präsentierte. Anschließend wurde der Song Pirate Mitte 2017 noch als digitale Single ausgekoppelt.

## Rezeption
Bewertungen der Musikmedien
Louis Richter von rap.de nannte Mortel einen talentierten Rapper mit prägnanter Stimme, der „ein Gehör für Ästhetik“ habe. Die Beats des Mixtapes seien „allesamt hochwertig“, jedoch dürste man „spätestens ab der Hälfte der Spieldauer nach Abwechslung“. Er wünsche sich, dass Mortel mehr Emotionen zeigt. In Anbetracht seiner guten Stimme, mache er „zu wenig mit diesem Werkzeug“. Auf der anderen Seite wird Mortel aber eine unheimlich hohe Authentizität zugesprochen.
Gilbert von rap-n-blues.com schreibt, Mortel wisse durch „ rotzige Arroganz und Ignoranz zu entertainen“. Es sei schön zu sehen, „dass es Deutschrap Acts gibt, dessen Einflüsse zwar klar auf der Hand liegen, sie aber dennoch nicht wie eine Kopie davon klingen, sondern mit der Hinzugabe ihrer eigenen Note zu unterhalten wissen“. Zudem betont der Redakteur, dass der Support für Mortel von der 187 Strassenbande, Fler und Blut & Kasse vollkommen berechtigt sei und „nicht einfach so von irgendwo her“ komme.